# Campeonato Tocantinense de Futebol Feminino de 2022
O Campeonato Tocantinense Feminino de 2022 foi a vigésima primeira edição deste evento esportivo, principal torneio estadual de futebol feminino organizado pela Federação Tocantinense de Futebol (FTF).
O campeonato começou a ser disputado em 12 de novembro e foi finalizado no dia 14 do mesmo mês. Nesta edição, o Polivalente sagrou-se campeão pela primeira vez, vencendo a decisão contra o Paraíso na disputa por pênaltis.

## Formato e participantes
O regulamento do Campeonato Tocantinense Feminino consistiu em duas fases: na primeira, as quatro agremiações participantes se enfrentaram em pontos corridos em turno único. Após as três rodadas, os dois primeiros colocados se classificaram para a decisão. Esta fase foi disputada em partida única. Os quatro participantes foram:
| Equipe                 | Cidade               | Títulos                                 |
| ---------------------- | -------------------- | --------------------------------------- |
| 100 Limites Araguaína  | Araguaína            | —                                       |
| 100 Limites Taquaralto | Palmas               | —                                       |
| Paraíso                | Paraíso do Tocantins | 6 (1994, 2013, 2016, 2017, 2020 e 2021) |
| Polivalente            | Palmas               | —                                       |

## Resultados

### Final
| 14 de novembro | Polivalente | 1 – 1 | Paraíso | Campo da Arno 43, Palmas |
| 16h00min       |             |       |         |                          |

|  |       | Penalidades |
|  | 7 − 6 |             |